# Stübchen (Einheit)
Das Stübchen war ein deutsches Flüssigkeitsmaß, insbesondere für Wein, Branntwein und Bier. Die Größe war regions- und flüssigkeitsabhängig. In Süddeutschland nannte man es Stauf.

## Braunschweig

### Maße für Bier
- 1 Fass hatte 4 Tonnen oder 108 Stübchen

### Maße für Wein und Branntwein
- 1 Anker hatte 10 Stübchen

## Bremen

### Maße für Bier
- 1 Stübchen = 377,154 Zentiliter = 190,13 Pariser Kubikzoll.

- 1 Tonne hatte 45 Stübchen oder 180 Quart. Das Quart mit 94,288 Zentiliter  hatte 4 Mengel
- ½ Tonne hatte 23 Stübchen und eine ¼ Tonne hatte 12 Stübchen.

### Maße für Wein und Branntwein
- 1 Stübchen = 322,144 Zentiliter = 162,4 Pariser Kubikzoll.

## Hamburg
- 1 Stübchen = 361 Zentiliter = 182 Pariser Kubikzoll.

## Erfurt

### Maße für Bier
- 1 Eimer (7365 Zentiliter) hatte 18 Bierstübel

### Maße für Wein und Branntwein
- 1 Eimer (7093 Zentiliter) hatte 21 Weinstübel

Beide Stübchen hatten die gleiche Einteilung in kleinere Einheiten: 1 Stübchen entsprach 2 Kannen, 4 Mas oder 8 Nösel.
Ein Nösel hatte eine unterschiedliche Zentilitermenge:
- 1 Biernösel = 51,146 Zentiliter = 25,784 Pariser Kubikzoll
- 1 Weinnösel = 42,223  Zentiliter = 21,286 Pariser Kubikzoll

Für Milch, Öl und sonstige Flüssigkeiten wurde das Maß des Biernösel genommen.

## Hannover

### Maße für Bier
- 1 Fass Bier hatte 52 Stübchen oder 104 Kannen

### Maße für Wein und Branntwein
- 1 Anker entsprach 10 Stübchen, oder 40 Quartier.
- Das Quartier mit 98,039 Zentiliter hatte hier 2 Nösel.

## Hildesheim

### Maße für Bier
- 1 Stübchen = 377,1 Zentiliter = 190,1 Pariser Kubikzoll.
- 1 Tonne = 15.048 Zentiliter = 40 Stübchen und ein Stübchen hatte 4 Quartier.
- 100 Stübchen waren 2 ½ Tonnen, das entsprach 1 Fass.

### Maße für Wein und Branntwein
- 1 Stübchen = 333,25 Zentiliter = 168 Pariser Kubikzoll.
- 1 Anker hatte 10 Stübchen

## Rostock
- Hier hatte ein Eimer 4 Viertel, das Viertel mit 2 Stübchen.
- 1 Stübchen = 2 Kannen
- Die Kanne wurde mit 2 Pot gerechnet, das heißt, es waren 181 Zentiliter.

Der Pot war ein mecklenburgisches Flüssigkeitsmaß mit späteren unterschiedlichen geringeren Mengen in den Regionen.

### Maße für Bier
- 1 Tonne Bier = 4 Viertel, das Viertel mit 16 Kannen

## Spanien
In Galicien war das Stübchen auch ein Maß für Wein. Es wurde Olla genannt und es entsprachen:
- 1 Olla = 73⁄10 preußisches Quart

- 1 Olla = 4 Acumbres = 17 Quartillos = 340 große Oncia = 421 ¾ Pariser Kubikzoll = 8 ⅓ Litre
- 4 Ollas = 1 Canado
- 16 Ollas = 1 Moyo